# Lal Chand Vohrah
Lal Chand Vohrah (Malakka, 3 juni 1934) is een Maleisisch jurist. Hij maakte een loopbaan aan verschillende gerechtshoven in eigen land tot hij van 1978 tot 1993 rechter was van het Gerechtshof van Malakka. Van 1993 tot 2005 was hij een van de rechters van het eerste uur van het Joegoslavië-tribunaal.

## Levensloop
Vohrah werd in Malakka geboren als zoon van een Punjabi vader en Chaozhounese moeder. Hij is de oudste van drie broers die alle drie in de rechten studeerden. Aanvankelijk begon hij op wens van zijn vader niettemin met een studie in geneeskunde. Toen hij zijn eerste studiejaar bleef zitten, erkende zijn vader dat zijn hart daar blijkbaar niet lag en mocht hij overstappen naar een studie in de rechten. Hiervoor slaagde hij aan de Universiteit van Bristol als Bachelor of Laws. Vervolgens slaagde hij als Master of Laws aan de Universiteit van Cambridge en behaalde daar verder een diploma in internationaal recht. Hij promoveerde vervolgens in 1958 in Bristol.
Vanaf 1961 maakte hij een carrière als griffier, rechter en aanklager bij verschillende gerechtshoven en was hij hoofd van de afdeling voor internationaal recht van het bureau van de procureur-generaal en voorzitter van de speciale commissionarissen voor inkomstenbelasting. Vanaf 1 januari 1978 was hij rechter van het Gerechtshof (High Court) van Malakka.
In 1993 werd hij gekozen tot een van de rechters van het eerste uur van het Joegoslavië-tribunaal in Den Haag. Nadat hij in 1997 werd herkozen tot 2001, diende hij ook voor beroepszaken voor de gezamenlijke beroepskamer van dit tribunaal met het Rwanda-tribunaal. Aansluitend was hij nog vier jaar als rechter ad litem verbonden aan het tribunaal. Sinds 2009 is hij lid van de juridische benoemingscommissie van Maleisië.
Tijdens zijn loopbaan was hij deelnemer en onderhandelaar tijdens een groot aantal internationale bijeenkomsten. Zo was hij onder meer betrokken bij grensonderhandelingen tussen Maleisië, Indonesië en Thailand, onderhandelingen en conferenties over de zeebodem en zeerechten van de Verenigde Naties, de ASEAN en het Gemenebest van Naties en de onderhandelingen die leidden tot het VN-Zeerechtverdrag in 1982. Hij werd onderscheiden met verschillende prijzen en ontving een eredoctoraat van de Universiteit van Bristol.